# Hamburg-Eimsbütteler Ballspiel-Club
Der Hamburg-Eimsbütteler Ballspiel-Club e. V. (HEBC) ist ein Sportverein in Hamburg-Eimsbüttel. Der 1911 gegründete Verein trägt seine Heimspiele auf dem Professor-Reinmüller-Platz in Eimsbüttel aus, der bis zu 2500 Zuschauer fasst. Die Vereinsfarben sind lila-weiß.

## Geschichte
Der Verein wurde im Jahr 1911 unter dem Namen SC Elbe gegründet. In den folgenden zehn Jahren fusionierte der Verein insgesamt drei Mal, zunächst 1913 mit dem Harvestehuder FC 1912 zum Hamburger BC 1911. Im gleichen Jahr wurde der Verein in den Norddeutschen Fußball-Verband aufgenommen. Die nächste Fusion erfolgte 1919 mit dem SC Hansa 1911 Hamburg zum Vgg Hamburger BC 1911 Hansa von 1911, allerdings wurde diese Fusion bereits ein Jahr später gelöst und der Hamburger BC 1911 wiedergegründet. 1921 fusionierte man dann mit dem Eimsbütteler SC zum Hamburg-Eimsbütteler BC. Nach Einführung der erstklassigen Gauligen 1933 spielte der HEBC fortan in der zweitklassigen Fußball-Bezirksklasse Groß-Hamburg. Im Zweiten Weltkrieg bildete der Verein ab 1943 eine Kriegsspielgemeinschaft mit Sport 01 Hamburg (KSG Eimsbüttel), die nach Ende des Krieges 1945 wieder beendet und der HEBC Hamburg wiedergegründet wurde.
Der HEBC spielte von 1945 bis 1947 in der 1. Klasse Hamburg, seinerzeit die zweithöchste Liga im westdeutschen Fußball. Mit Einführung der Oberliga Nord gehörte er weiterhin dieser Spielstufe an, die ab 1947 Verbandsliga Hamburg hieß. 1949 folgte der Abstieg in die Bezirksklasse, 1951 weiter in die seinerzeit viertklassige Kreisklasse. Von 1954 bis 1957 spielten die Eimsbütteler wieder in der dritten Liga, dann stiegen sie in die Amateurliga Hamburg (zweithöchste Klasse) auf, die sie 1960 wieder verlassen mussten. Bis zur Einführung der Fußball-Bundesliga 1963 blieb der HEBC in der Drittklassigkeit.
Als Meister der Bezirksliga Nord stieg die erste Herrenmannschaft des HEBC im Jahre 2010 in die sechstklassige Landesliga Hamburg (Hammonia Staffel) auf, aus der man jedoch postwendend wieder abstieg. 2012 gelang der direkte Wiederaufstieg in die Landesliga, nachdem der HEBC in der Bezirksliga Nord den 2. Tabellenplatz belegt und sich die Mannschaft in einer Aufstiegsrunde der Vizemeister der Bezirksligastaffeln durchgesetzt hatte. 2014 musste man erneut in die Bezirksliga absteigen, schaffte aber den direkten Wiederaufstieg. In der Saison 2017/18 wurde die Mannschaft Meister der Landesliga Hammonia und stieg in die Oberliga Hamburg auf. Dort konnte sich die Mannschaft allerdings nicht behaupten und stieg auf Tabellenplatz 16. direkt wieder in die Landesliga Hammonia ab. Die Saison 2019/20 wurde am 30. Spieltag beendet, der HEBC befand sich zu diesem Zeitpunkt auf dem 1. Tabellenplatz und spielt daher seit der Saison 2020/21 wieder in der Oberliga Hamburg.
Die erste Frauen-Mannschaft spielte von 2017 bis 2019 ebenfalls in der Oberliga und tritt seither in der Landesliga an.
Neben der Fußballsparte existiert im HEBC auch eine Tischtennis-Abteilung, die mit vier Herren-Mannschaften am Wettkampfbetrieb teilnimmt. Die erste Mannschaft spielte in der Spielzeit 2023/24 in der 1. Bezirksliga.

## Bekannte Spieler
- Daniel Brückner
- Horst Haecks
- André Trulsen
- Thomas Wolter
- Jörn Großkopf